# Zdeněk Kopřiva
Zdeněk Kopřiva (4. července 1919 Olomouc – 6. září 1941 Auschwitz) byl český student a protinacistický odbojář.

## Život
Zdeněk Kopřiva se narodil 4. července 1919 v Olomouci. V rodném městě v roce 1938 odmaturoval na Českém státním reálném gymnáziu a započal studium strojního inženýrství na Vysoké škole technické Dr. Edvarda Beneše v Brně. Z důvodu uzavření českých vysokých škol Němci v roce 1939 studia ukončit. Vstoupil do protinacistického odboje jako člen olomoucké skupiny Studentský domov. Přestože skupina nebyla aktivní, byla prozrazena a její členové pozatýkáni gestapem Zdeněk Kopřiva byl souzen za velezradu. Byl sice osvobozen, ale nadále vězněn. Zemřel 6. září 1941 v koncentračním táborře Auschwitz, kde 12. června 1942 zahynul.

## Posmrtná ocenění
- Zdeňku Kopřivovi byl v roce 1948 in memoriam udělen titul Ing.